# Joseph Anton Lopez
Joseph Anton Lopez SJ (nascido José Antonio López; 4 de Outubro de 1779 –  5 de Outubro de 1841) foi um padre católico mexicano e jesuíta. Nascido em Michoacán, estudou direito canónico no Colégio de San Nicolás e na Real e Pontifícia Universidade do México. Conheceu a futura imperatriz consorte Ana Maria de Huarte e foi nomeado capelão da futura família imperial. Mais tarde, foi encarregado da educação de todos os príncipes do México. Lopez foi um aliado próximo do imperador Agostinho I do México, residindo em Madrid por quatro anos como seu advogado e informante político, e acompanhando-o durante o seu exílio na Itália e na Inglaterra.
Após a execução de Agostinho em 1824, Lopez mudou-se para os Estados Unidos com a imperatriz exilada Ana Maria e seus filhos e estabeleceu-se em Washington, D.C. Tornou-se capelão do Mosteiro da Visitação de Georgetown e entrou para a Companhia de Jesus em 1833, trabalhando também como noviço e ministro no Colégio de Georgetown, actual Universidade de Georgetown. Quando o presidente da Universidade de Georgetown, William McSherry faleceu, Lopez tornou-se presidente interino em 1840, tornando-se o primeiro presidente latino-americano de uma universidade nos Estados Unidos. Como educador, ganhou a reputação de um disciplinador rigoroso. Apenas alguns meses após tomar posse, adoeceu e foi enviado para se recuperar em St. Inigoes, Maryland, onde acabaria por falecer em 1841.

## Juventude
José Antonio López nasceu no dia 4 de Outubro de 1779, em Cotija, Michoacán, na Nova Espanha, localizada hoje no México. Nascido numa família de fazendeiros, tinha uma linhagem distinta. López frequentou primeiro o Colégio de San Nicolás e depois a Universidade Real e Pontifícia do México, onde recebeu o diploma de bacharel em direito canónico. Foi então encarregado da igreja local em Peribán, Michoacán. Mais tarde, López relatou que quando o primeiro líder da Guerra da Independência do México, Miguel Hidalgo, estava a viajar por Michoacán em 1810, López tentou, sem sucesso, prendê-lo e então fugiu para Morelia. Lá, conheceu Ana Maria de Huarte, esposa do futuro Imperador do México, Agostinho. Como resultado da sua familiaridade com Huarte, López foi nomeado capelão do exército contra-revolucionário de Agostinho e, mais tarde, padre interino em Tingüindín, Michoacán.

## Capelão da família real
Quando Agostinho foi destituído do comando pelo vice-rei da Nova Espanha em 1816, López viajou para Madrid no ano seguinte de modo a defendê-lo como seu advogado. Permanecendo em Espanha por vários anos, López manteve Agostinho informado sobre os acontecimentos políticos em Madrid, incluindo a discórdia inicial entre o rei Fernando VII e os liberais, o que levou a uma revolta e ao Triénio Liberal. Em Maio de 1821, López voltou para o México para se juntar a Agostinho durante o seu esforço no estabelecimento da independência mexicana.
López tornou-se capelão da família e foi tutor de um dos filhos, Agostinho Jerónimo. Mais tarde, foi colocado no comando da educação de todos os príncipes do México em Julho de 1822 pelo Ministro da Justiça e Assuntos Eclesiásticos e escreveu um currículo intitulado Método y reglamento de instrucción de los príncipes mexicanos. Modelado no currículo educacional dos príncipes espanhóis, este manual não foi publicado devido à agitação militar. O seu currículo pendia favoravelmente uma monarquia forte e um papel proeminente para a família imperial na política, colocando-a um tanto em desacordo com a monarquia constitucional recém-estabelecida que compartilhava o poder político com uma legislatura representativa.
Após o exílio de Agostinho do México em 1823, López acompanhou a comitiva imperial, incluindo os oito filhos do imperador, a Livorno, Itália. Ele então acompanhou-os para a Inglaterra quando o rei Fernando da Espanha pressionou o Grão-Duque da Toscana a expulsar Agostinho do seu país. Em 1824, López navegou para Soto la Marina com a junta de Agostinho na sua tentativa mal-sucedida de retomar o México.

## Estados Unidos

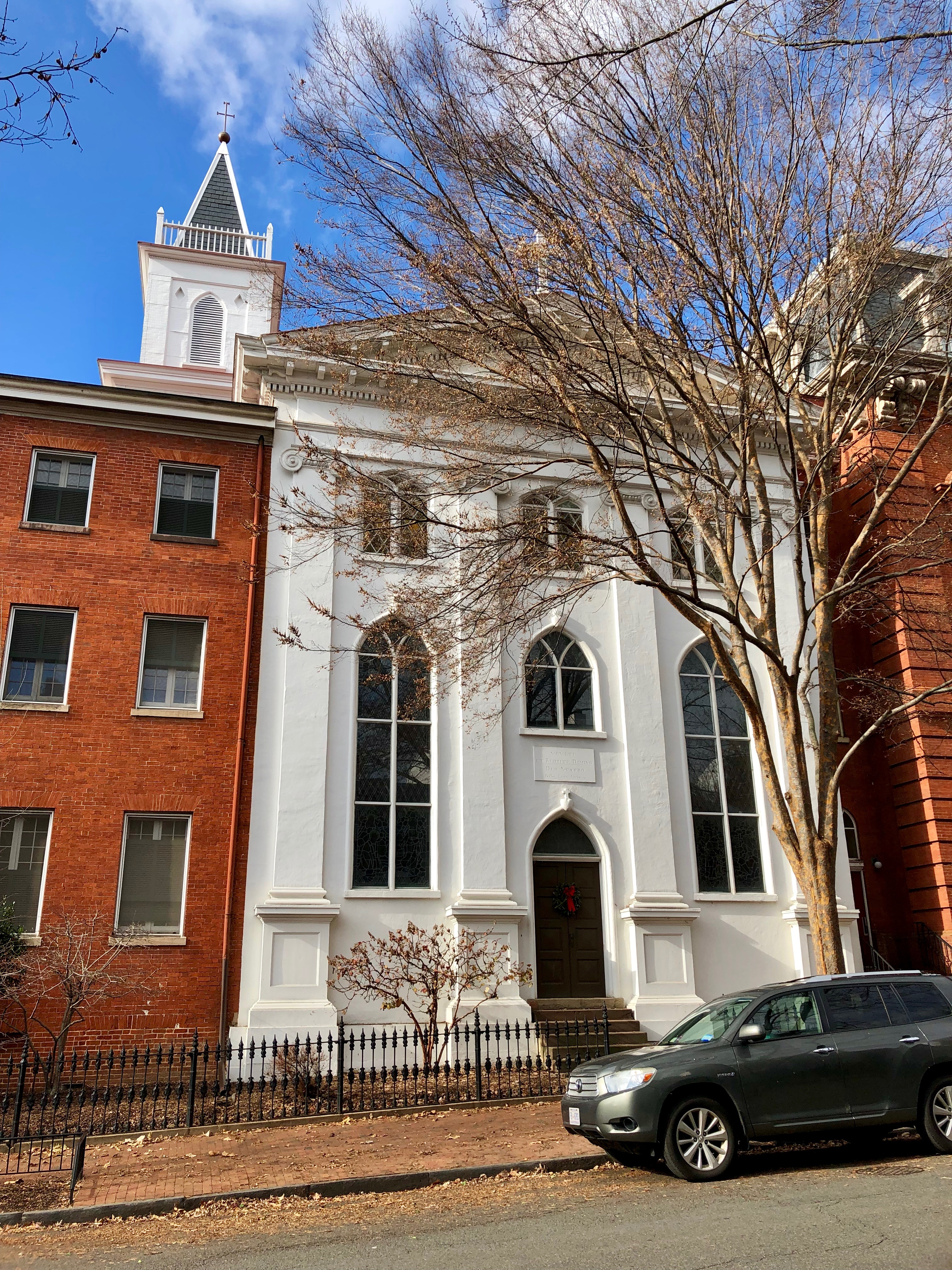
Ao se estabelecer nos Estados Unidos, Lopez tornou-se capelão do Mosteiro da Visitação de Georgetown

Quando Agostinho foi executado no México em 1824, a sua viúva, a imperatriz consorte Ana Maria Huarte, e os seus filhos fugiram do México para os Estados Unidos. López acompanhou-os até Nova Orleães, onde residiram por vários meses, antes de viajar para o Norte, para Baltimore, e então estabeleceu-se na cidade de Georgetown, no Distrito de Columbia. Huarte matriculou as suas filhas na Academia de Visitação de Georgetown; duas delas mais tarde se tornaram freiras no Mosteiro da Visitação anexo à academia. Um dos seus filhos casou-se com uma mulher que residia em Georgetown, e outro filho, o príncipe Salvador, matriculou-se como aluno no Colégio de Georgetown, actualmente uma universidade.
López foi incardinado como padre na Arquidiocese de Baltimore e tornou-se capelão do Mosteiro da Visitação de Georgetown. Começou a anglicizar o seu nome como Joseph Anton Lopez. Embora já fosse padre, buscou admissão na Companhia de Jesus e foi recebido a 10 de dezembro de 1833. Como noviço jesuíta, trabalhou no Colégio de Georgetown durante a sua formação, eventualmente tornando-se ministro no colégio. Lopez também tornou-se no bibliotecário do colégio. O seu trabalho em Georgetown exigiu que ele renunciasse ao seu papel como capelão da família real, que eventualmente acabaria por se mudar para Filadélfia.

### Colégio de Georgetown
Após a morte de William McSherry, Lopez foi nomeado presidente do Colégio no dia 1 de Janeiro de 1840, em carácter interino, com a expectativa de que o superior provincial nomeasse em breve um sucessor permanente para substituí-lo deste cargo. Após a sua nomeação, tornou-se no primeiro presidente latino-americano de uma universidade nos Estados Unidos. Lopez era conhecido como um disciplinador rigoroso, tanto dos seus alunos quanto de todos os jesuítas sob a sua responsabilidade. Um evento notável durante a sua gestão foi o estabelecimento de uma sociedade literária ao lado da Sociedade Filodémica existente, conhecida como Sociedade Filonomosiana, que substituiu a Sociedade Fileleutérica. A sua presidência durou apenas alguns meses, antes de adoecer e ser sucedido por James A. Ryder no dia 1 de Maio de 1840. Lopez regressou ao cargo de ministro apenas brevemente, antes de ser enviado para St. Inigoes, Maryland, para se recuperar.
Uma semana antes da sua morte, os jesuítas que cuidavam de Lopez temiam que um caixão não estivesse pronto para ele a tempo; ao saber disso, Lopez disse-lhes para não se preocuparem, pois ele não morreria antes de Sábado. Fiel à sua previsão, a 5 de outubro de 1841, Lopez faleceu em St. Inigoes, onde foi enterrado no Chapel Field. Mais tarde, todos os túmulos ali foram transladados para o cemitério adjacente à Igreja de Santo Inácio, na mesma vila.